# ستایشگر پنهانی (فیلم)
ستایشگر پنهانی یا ستایشگر مخفی (به انگلیسی: Secret Admirer) فیلمی محصول سال ۱۹۸۵ و به کارگردانی دیوید گرین‌والت است. در این فیلم بازیگرانی همچون سی توماس هوول، لوری لافلین، کلی پرستون، فرد وارد، دی والاس، لی تیلور-یانگ، کلیف دیانگ، کیسی شیماشکو، جفری بلیک، کوری هایم، کورتنی گینس و جانت کرول ایفای نقش کرده‌اند.